# Miodownicowate
Miodownicowate (Lachnidae) – rodzina owadów z rzędu pluskwiaków równoskrzydłych. Owady te mają ciało pokryte krótkimi włoskami i krótkie syfony.
Mszyce z tej rodziny są jednodomne i żyworodne. Wytwarzają spadź, a szkody przez nie powodowane nie są duże.

## Niektóre rodzaje i gatunki
- Cinara
  - Cinara laricis – miodownica modrzewiowa plamista
  - Cinara piceicola – miodownica świerkowa krótkowłosa
  - Cinara pini – miodownica sosnowa
- Essigella
- Eulachnus
- Lachnus
  - Lachnus roboris – miodownica dębówka
- Longistigma
- Maculolachnus
- Nippolachnus
- Protrama
- Pterochloroides
- Schizolachnus
- Stomaphis
  - Stomaphis quercus – miodownica dębowo-brzozowa
- Trama
- Tuberolachnus
  - Tuberolachnus salignus – miodownica wierzbowa